# Lansana Conté
Lansana Conté (Dubréka, 30 de novembro de 1934 - Conacri, 22 de Dezembro de 2008) foi o presidente da Guiné desde 3 de abril de 1984, após tomar o poder mediante um golpe de estado, até 23 de dezembro de 2008, data de sua morte. De religião muçulmana, foi membro dos sossos.
Lansana Conté, militar de carreira, chegou ao poder em um golpe de estado no dia 3 de abril de 1984, uma semana após a morte do presidente Ahmed Sékou Touré.
A sua morte foi anunciada em 23 de Dezembro de 2008 em circunstâncias não esclarecidas.